# Dobenín
Dobenín je zaniklá ves, která původně ležela u kostela sv. Václava, který je dnes součást osady Václavice v obci Provodov-Šonov v okrese Náchod.
Ves je zmiňována kronikářem Kosmou k roku 1068, kdy zde Vratislav II. konal sněm pod širým nebem. Na sněmu byl zvolen pražským biskupem proti vůli knížete jeho bratr Jaromír. Obec zanikla roku 1424, po střetu vojska Jana Městeckého z Opočna, Petra z Červené Hory a Artuše z Černčic a vítězného Jana Žižky dne 3. ledna.
Název vesnice používal ve svém predikátu šlechtický rod Bartoňů z Dobenína.